# Robert Trevors
Robert Trevors est un gestionnaire et un homme politique canadien. Il représente la circonscription de Miramichi-Centre à l'Assemblée législative du Nouveau-Brunswick de 2010 à 2014.

## Biographie
Né à Miramichi en 1957, Trevors a travaillé pendant 29 ans dans le secteur forestier. Il a occupé un poste au sein de la direction de l'usine usine UPM Kymmene Miramichi pendant 22 ans. Avant d'être élu député, il occupait le poste d'adjoint administratif de la députée fédérale de Miramichi, Tilly O'Neill-Gordon. Conseiller municipal pendant trois mandats au conseil de la ville de Miramichi, il siège aux commissions de Miramichi Landings et de Fort French Cove. Il a coprésidé plusieurs comités du conseil. Il est marié à Sherry Trevors et le couple a une fille.
Il est assermenté le 12 octobre 2010 au poste de ministre de la Sécurité publique dans le gouvernement David Alward.